# ハンブルク交響楽団
ハンブルク交響楽団（ハンブルクこうきょうがくだん、独: Hamburger Symphoniker）は、ドイツ・ハンブルクのライスハレ（旧称 ムジークハレ）に本拠を置くオーケストラ。ライスハレ管弦楽団とも呼ばれる。ハンブルク州立歌劇場におけるオペラ・バレエ公演のピットに入ることもある。

## 沿革・概要
1957年に設立。初代首席指揮者ロバート・ヘーガーの指揮の下、1957年10月16日に最初の演奏会を行った。

2017年から本拠地を、かつて北ドイツ放送交響楽団（現在のNDRエルプフィルハーモニー管弦楽団）が本拠地として使っていたライスハレに移して活動を続けている。

2018年から6月末にマルタ・アルゲリッチ・フェスティバルを主催しており、ミッシャ・マイスキー、ダニエル・バレンボイム、アンネ＝ゾフィー・ムターなどのアーティストが参加している。

## 歴代首席指揮者
- ロベルト・ヘーガー (1957～1961年)
- ガボール・エトヴェシュ(Gabor Ötvös) (1961～1967年)
- ウィルフリード・ベトヒャー(Wilfried Boettcher) (1967～1971年)
- ヘリベルト・バイセル (1972～1986年)
- カルロス・カルマー (1987–1991年)
- ミゲル・ゴメス＝マルティネス (1992～1999年)
- ヨアフ・タルミ (2000～2004年)
- アンドレイ・ボレイコ (2004～2007年)
- ジェフリー・テイト (2009～2017年)
- シルヴァン・カンブルラン (2018年～)